# Ясінка Масева (гміна)
Ґміна Ясьонка Масьова — колишня (1934–1939 рр.) сільська ґміна Турківського повіту Львівського воєводства Польської республіки. Центром ґміни було село Ясінка Масева.
Ґміну Ясьонка Масьова було утворено 1 серпня 1934 р. у межах адміністративної реформи в ІІ Речі Посполитій із дотогочасних сільських ґмін: Головсько, Ісаї, Ясінка Масьова, Ясінка Стецева, Кіндратів, Свидник.